# BlaBlaCar
BlaBlaCar è una piattaforma web di car pooling che opera in 22 Paesi. Con 80 milioni di utenti è la più utilizzata al mondo.

## Storia

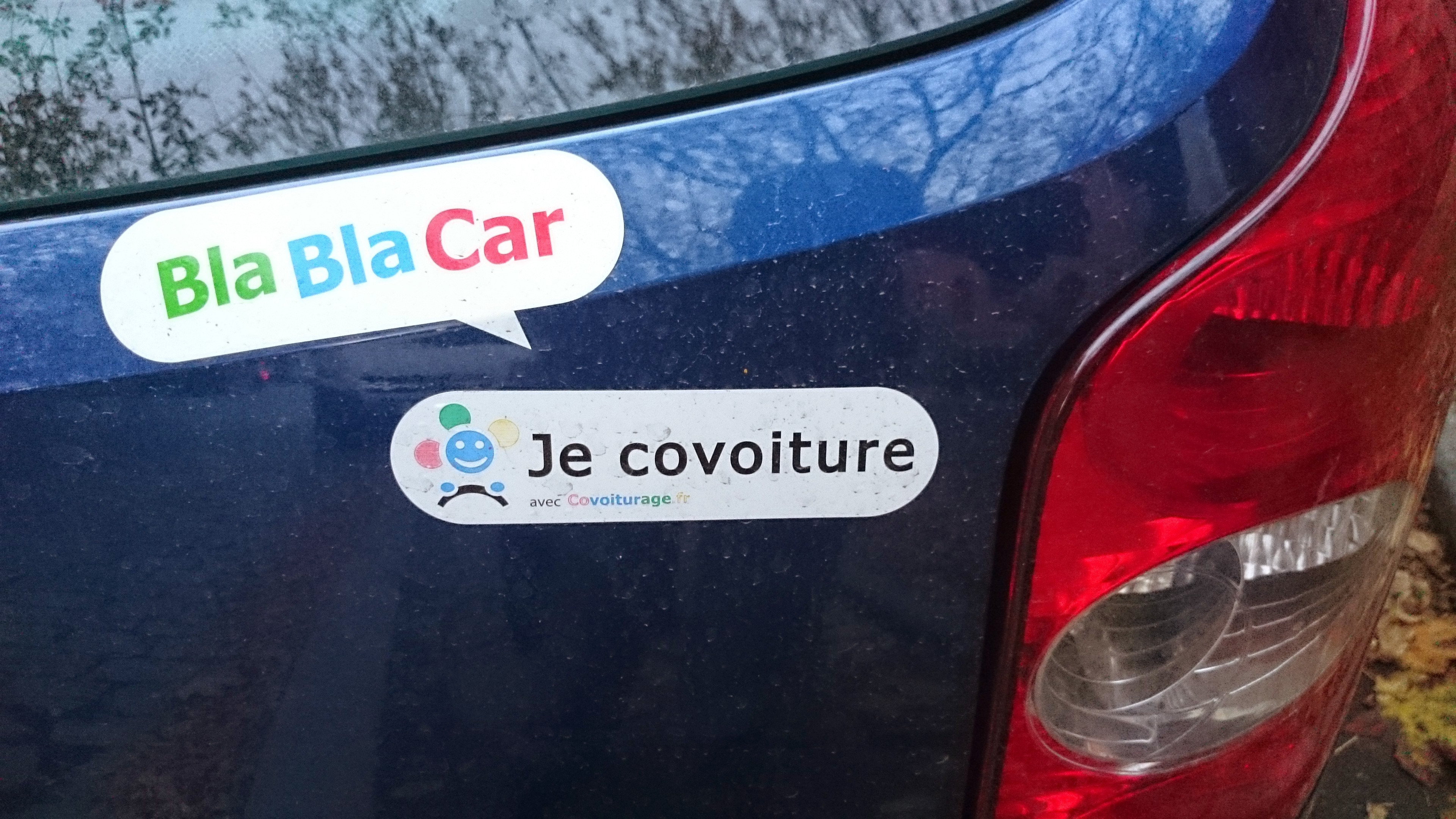
Adesivo Bla Bla Car su un'autovettura in Francia

Nel 2006 Frédéric Mazzella, attraverso la appena fondata Comuto S.A., acquista la piattaforma web francese Covoiturage.fr, nata due anni prima su iniziativa di Vincent Caron, che permetteva a utenti registrati di entrare in contatto per viaggiare su di un'unica auto dividendo le spese.
La Comuto, i cui introiti, in origine, provengono essenzialmente da un servizio parallelo di car pooling aziendale a pagamento, sviluppa la piattaforma web, incrementa il numero di utenti (all'inizio intorno ai 10 000) e nel corso degli anni ne espande il raggio d'azione a gran parte d'Europa sotto l'unico nome di BlaBlaCar: dal 2009 opera in Spagna, dal 2011 (quando raggiunge il milione di utenti) nel Regno Unito, dal 2012 in Italia, Portogallo, Polonia e Benelux, dal 2013 in Germania, dal 2014 in Russia, Ucraina e Turchia, dal 2015 in India.
Dalla fine del 2011 il servizio cessa progressivamente di essere gratuito in Francia, prevedendo pagamenti unicamente tramite carta di credito con una commissione per il passeggero. Il cambio di politica viene giustificato come indispensabile per far fronte alle spese crescenti e per garantire maggiore affidabilità al servizio. Analogamente accade in Spagna a partire dall'estate del 2014.
Il successo dell'iniziativa in Francia è stato tale da spingere la SNCF a sviluppare un proprio servizio di car pooling.
Nel novembre 2018, BlaBlaCar ha presentato un’offerta per l’acquisizione di Ouibus, società di proprietà di SNCF e leader nel settore degli autobus a lunga percorrenza.
A seguito dell’acquisizione di Ouibus, conclusa con successo nel luglio 2019, BlaBlaCar ha lanciato in Francia, Germania, Benelux e Italia una propria offerta di viaggi in autobus, con il brand BlaBlaCar Bus.

## Aspetti socio-economici
Il car pooling si colloca, a fianco di altre attività di condivisione quali ad esempio la condivisione di auto urbana o l'affitto della propria abitazione per brevi periodi, all'interno del modello economico di consumo collaborativo nella cui espansione, incoraggiata dalla crisi economica e dallo sviluppo delle tecnologie internet, economisti di fama mondiale come Jeremy Rifkin intravedono un passaggio da un'era della proprietà ad un'era dell'accesso.

## Successo
Il successo dell'iniziativa di BlaBlaCar, che ha pressoché monopolizzato il mercato del settore in Europa, è dovuto al notevole investimento effettuato nella piattaforma web, dai riscontri generalmente positivi tra gli utilizzatori e dal passaparola e la pubblicità attraverso i media che ne ha esaltato l'economicità, l'ecosostenibilità e la socialità.
Qualche perplessità è sorta in seno alla comunità degli utilizzatori iniziali in seguito al passaggio ad un sistema di pagamento con commissione e senza possibilità di contatto diretto tra passeggero e conducente, considerato un tradimento della filosofia originaria. Questo cambiamento ha dato origine a progetti alternativi completamente gratuiti. Inoltre, come già accaduto ad altre attività di consumo collaborativo, non sono mancate accuse di concorrenza sleale da parte di rappresentanti di categoria degli esercenti il trasporto collettivo con mezzi tradizionali.